# The Light (Spock’s-Beard-Album)
The Light ist das Debütalbum der Progressive-Rock-Band Spock’s Beard. Es erschien im Jahr 1995.
Enthalten sind vier Titel, die alle nach üblichen Progressive-Rock-Standards zwischen sechs und 24 Minuten lang sind. Die Stücke "The Light" und "The Water" sind jeweils in einzelne Abschnitte untergliedert, die sowohl musikalisch als auch thematisch eine Struktur innerhalb der Kompositionen aufzeigen. Bei klassischen langen Werken des Progressive Rock wie beispielsweise "Supper's Ready" (1972) von Genesis oder "Cygnus X-1, Book II: Hemispheres" (1978) von Rush ist eine vergleichbare sinnstiftende Aufteilung üblich.
Das Album lässt sich aufgrund seiner reminiszenten musikalischen Verweise stilistisch als Retro-Prog klassifizieren, den die Gruppe auf den Nachfolgealben immer weiter ausarbeiten konnte.

## Titelliste
1. The Light – 15:32
  - I. The Dream
  - II. One Man
  - III. Garden People
  - IV. Looking Straight Into the Light
  - V. The Man in the Mountain
  - VI. Señor Valasco's Mystic Voodoo Love Dance
  - VII. The Return of the Horrible Catfish Man
  - VIII. The Dream
2. Go the Way You Go – 12:07
3. The Water – 23:10
  - I. Introduction/The Water
  - II. When It All Goes to Hell
  - III. A Thief in the Night
  - IV. FU/I’m Sorry
  - V. The Water (Revisited)
  - VI. Runnin' the Race
  - VII. Reach for the Sky
4. On the Edge – 6:14

## Besetzung
- Neal Morse – Gesang, Mellotron, Hammondorgel, Keyboards, Akustische und E-Gitarre
- Alan Morse – E-Gitarre, Cello, Mellotron, Gesang
- Dave Meros – Bass und French Horn
- Nick D’Virgilio – Schlagzeug, Schlagwerk, Gesang